# 支那分割論

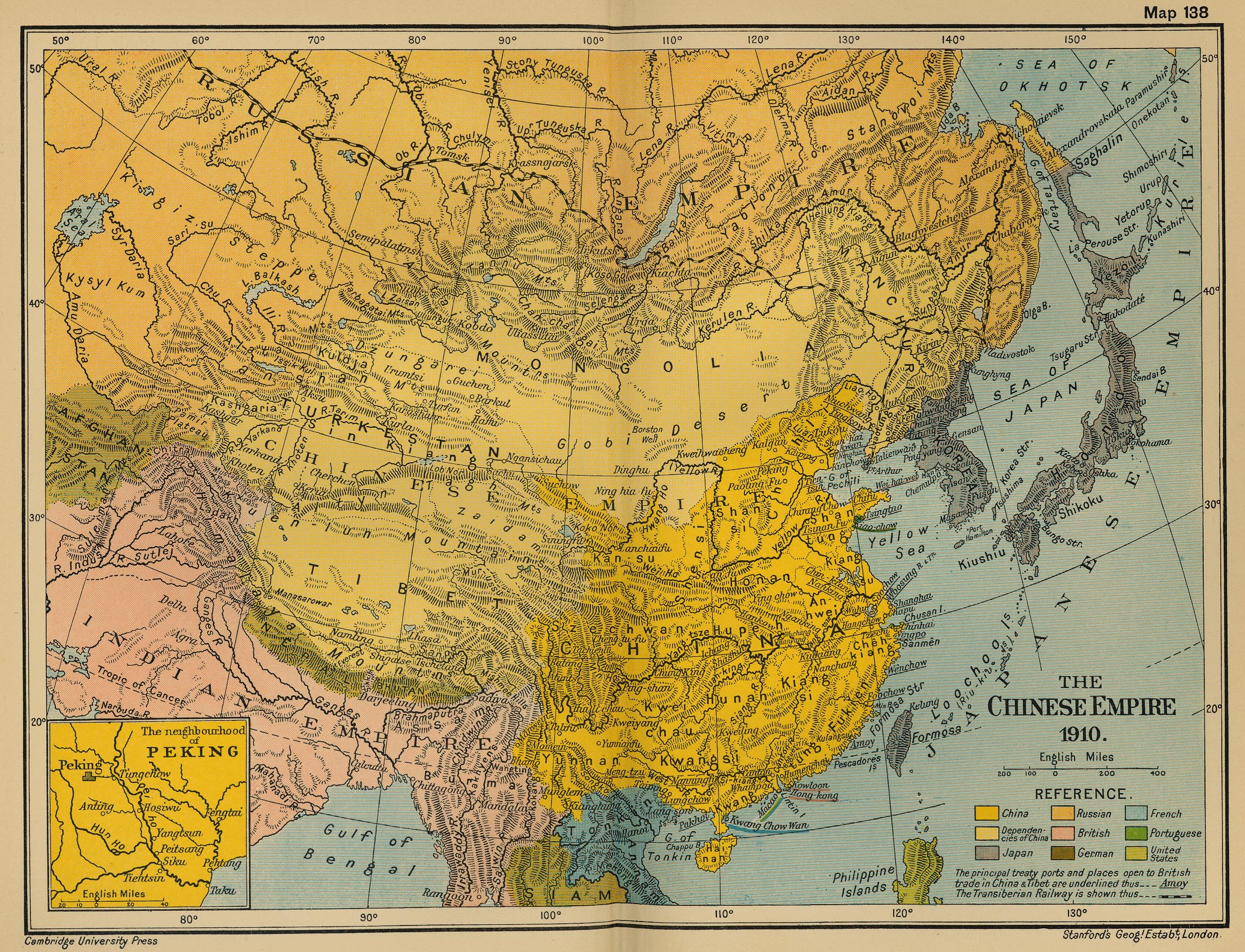
1910年の中華帝国の地図（濃黄色部が中国本土（内地十八省）。薄黄色部が満州、モンゴル、トルキスタン、チベット）

支那分割論（しなぶんかつろん）とは、義和団の乱や辛亥革命で混乱する支那（中国）情勢を背景として、アフリカ分割を模範として欧米列強及び日本が中国大陸を分割して植民地化、もしくは中国大陸に複数の国家が存在する状態を固定化させることで中国及び周辺地域の安定化を図ろうという主張のこと。対立概念は支那保全論。

## 日本における支那分割論

### 辛亥革命

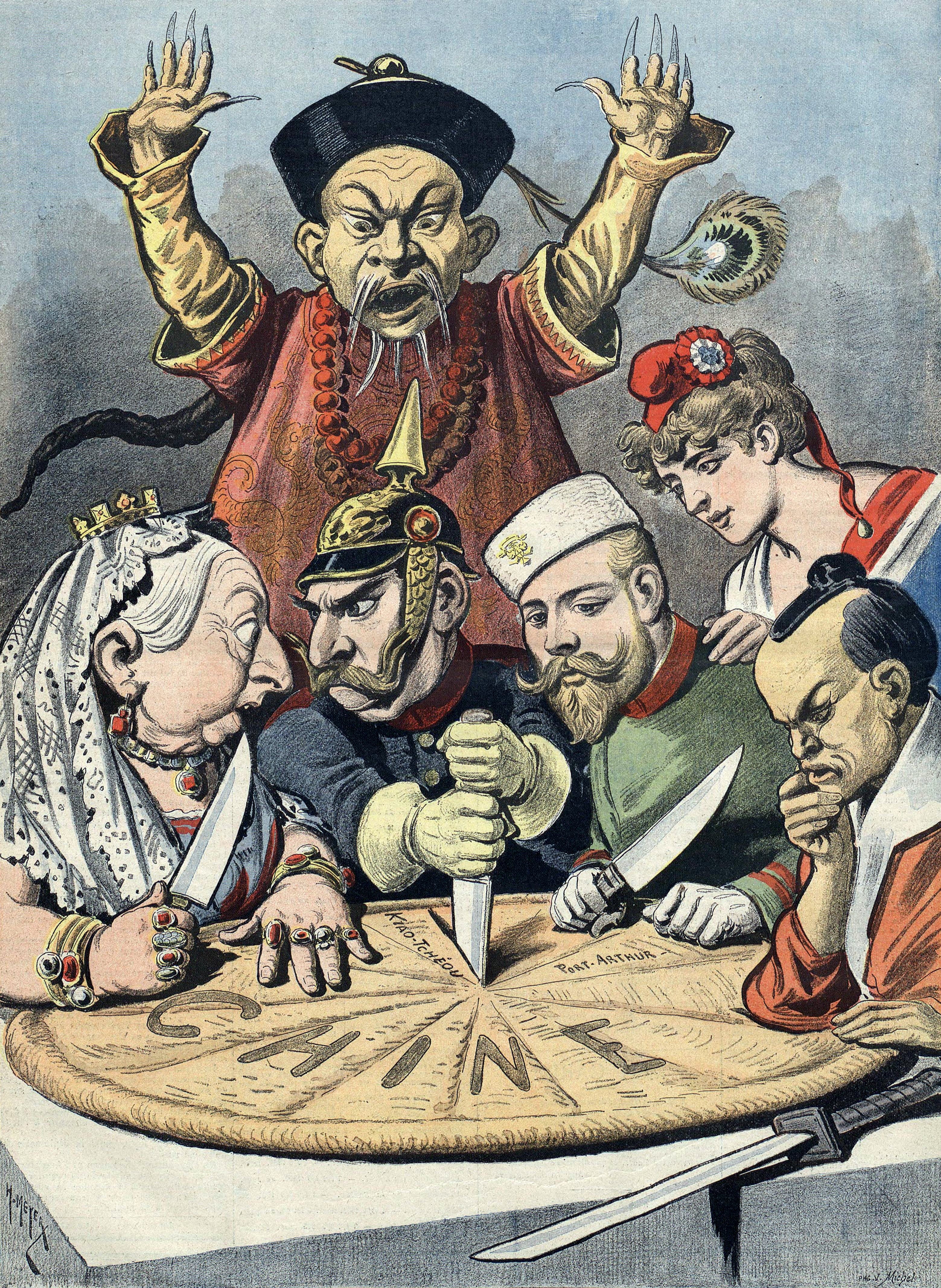
中国を分割する列強諸国アンリ・メイエ作『En Chine - Le Gateau des Rois… et des Empereurs （中国、王と皇帝のケーキ）』

アヘン戦争以来、欧米列強、遅れて日本国政府が中国の半植民地化を進めてきたが、清朝は近代化に挫折したまま、1911年に辛亥革命が発生して倒れ、更に辛亥革命による共和制樹立（中華民国建国）も結果的には軍閥主導の北洋政府が支配する華北と中国国民党が支配する華南に分裂したことで、欧米や日本の知識人の間には中国人には近代的な政治能力は持っていない、中国情勢の混乱が長期化すれば自分たちの利権や在留自国民の安全も脅かされるという観点から、中国大陸を分割すべきであるという主張が現れるようになった。特に中国と地理的に近い日本では、日清戦争・日露戦争の勝利と韓国併合によって対外的に自信を深めていたことに加えて、先の「華夷変態」（明清交替）の際に何も手を打たずに却って国を閉ざしてしまった江戸幕府への否定的な感情もあり、この議論が大いに盛り上がったのである。

### 1910年代の論者

#### 中島端・酒巻貞一郎
日本においてこうした議論の先駆をなしたと思われるのが、1912年に出された中島端 の『支那分割の運命』と翌年に出された酒巻貞一郎の『支那分割論』であった。中島は著名な漢学者で中国経験も長い人物であったが、彼は中国こそがアジアにおける腐敗汚濁の病巣であると難じ、現在の戦争も郷党意識の延長に過ぎないと論じた。その上で、ロシアが満洲、イギリスがチベット、フランスが貴州・雲南から浸透する前に日本も南満州鉄道を梃子にして南満州から河北を抑え、あわよくば江蘇・浙江に進出すべきと説いた。もっとも中島自身は支那分割自体は日本の将来にとっての厄運であり、列強が分割に動いたときに乗り遅れない事に主眼を置いている。また、先に亡くなった伊藤博文の外交政策を日本の賈似道であると難じている。酒巻の説も基本的には中島と同様で、列強が分割に乗り出した際に乗り遅れることの無い様にすべきとするものであった。彼は袁世凱は皇帝の器ではなく、中国人に共和制など出来ないので孫文も失敗に終わると論じ、袁世凱・孫文・升允（蒙古系の清朝復興派指導者）による三国時代の再来の可能性を論じ、これに乗じた列強の中国侵略の可能性に言及した。

#### 内藤湖南
その中で大正時代の大正3年（1914年）に東洋史研究の歴史学者の内藤湖南が出版した『支那論』は大きな反響を呼び学問的な影響を広めた。出版物の支那論の影響で支那分割論が一大ブームを呼んだ。東洋史学者として名声を博していた内藤は日本の明治維新の成功を、日本の市民階層と言うべき商工業層を明治政府側が掌握したことが大きいとして、孫文の失敗を中国の市民階層と言うべき郷党・父老の歓心を買わなかったことが最大の原因であるとした（もっとも、郷党・父老こそ中国皇帝政治の核心部分を見出していた孫文に中国統治は不可能だと見なしていたことの裏返しでもあった）。更に顧炎武・黄宗羲の議論を引用して、中国には強力な中央政府は不要で、軍閥の分割統治による連邦共和制がもっとも妥当な線であると述べ、漢民族は世界の労働力として貢献すれば将来において十分発展できるのであるから、国家としての中国の発展は別問題とすべきであると論じ、暗に漢民族に統一国家は不要であると述べたのである。

#### 山路愛山
一方、1916年に山路愛山は内藤説に反論した『支那論』を執筆し、郷党・父老を中国の市民階層とみなす内藤説を否定して、中国に市民階層・中流階層が十分育っておらず、また長い間中国のみで彼らが知る全世界が構成出来たことが、民衆において権利に対しても国家に対しても自覚が乏しいことが、中国において革命が進展しない原因の最大のものであり、孫文の考えには好意的であるものの、時代的に余りにも早すぎてその行動は単なる「吠える犬」に過ぎないと批判した。その上で、庶民が自覚して士大夫層と対立するようになるまでは、皇帝政治を継続させてでも国の統一を維持する必要があり、それが共和革命実現への早道と論じ、分割論を牽制している。

### 満蒙分離
だが、満蒙進出の動きが盛んになるにつれて満蒙を中国から分離して日本の勢力圏に置こうとする支那分割論が盛んになり、満洲事変・日中戦争（支那事変）と進展していく中でたびたび論じられるようになっていった。